# Sivers IMA
Sivers IMA AB är en svensk tillverkare av mikrovågselektronik som bildades 1983 av Philips genom en sammanslagning av Sivers Lab (sedan tidigare i Philips ägo) och IMA AB. Företaget avyttrades år 1990 från Philips och är sedan dess en oberoende leverantör av spänningsstyrda oscillatorer (VCO) för mikrovågor, moduler för FMCW-radar och frekvenskonverterare för millimetervågor. Aktierna i moderbolaget Sivers IMA Holding AB är noterade på Nasdaq First North.